# Championnat du monde des clubs masculin de volley-ball 2013
Navigation
2012 2014
Le Championnat du monde des clubs de volley-ball masculin 2013 est la neuvième édition du Championnat du monde des clubs de volley-ball masculin organisé par la Fédération internationale de volley-ball. Elle se déroule du 15 au 20 octobre 2013 au Brésil pour la deuxième fois de son histoire. Tous les matches sont joués à la salle « Multisport Fitness Divine Braga » à Betim.

## Déroulement de la compétition
Le format du Championnat du monde des clubs, en vigueur à partir de 2009, prévoit la division de huit équipes en deux groupes, A et B. 
Les deux premières équipes de chaque groupes se qualifient pour les demi-finales (le premier du groupe A rencontre le second du groupe B, et vice-versa). Les équipes classées troisième et quatrième des groupes sont éliminées et sont incluses dans le classement final à la cinquième place.
Les gagnants des demi-finales se disputent la victoire finale, tandis que les perdants s'affrontent pour la troisième place.

## Participants
| Club                   | Pays                   | Confédération | Titre                        |
| ---------------------- | ---------------------- | ------------- | ---------------------------- |
| Lokomotiv Novossibirsk | Russie                 | CEV           | Champion d'Europe            |
| UPCN Vóley             | Argentine              | CSV           | Champion d'Amérique du Sud   |
| Kalleh Mazandaran      | Iran                   | AVC           | Champion d'Asie              |
| Club sfaxien           | Tunisie                | CAVB          | Champion d'Afrique           |
| La Romana              | République dominicaine | NORCECA       | nommé par la NORCECA         |
| Sada Cruzeiro Vôlei    | Brésil                 | CSV           | Hôte                         |
| Itas Diatec Trente     | Italie                 | CEV           | Wild card // Tenant du Titre |
| Panasonic Panthers     | Japon                  | AVC           | Wild card                    |

## Phase de groupes

### Composition des groupes
| Groupe A - UPCN Vóley - Diatec Trente - Panasonic Panthers - Kalleh Mazandaran | Groupe B - Club sfaxien - Sada Cruzeiro Vôlei - Lokomotiv Novossibirsk - La Romana |

### Résultats
| Groupe A |                                        |       |       |       |       |       |       |
|          |                                        |       |       |       |       |       |       |
| 15-10    | Diatec Trente - Kalleh Mazandaran      | 3 - 1 | 24-26 | 25-19 | 25-19 | 26-24 | -     |
| 15-10    | UPCN Vóley - Panasonic Panthers        | 3 - 1 | 20–25 | 25–23 | 25–14 | 25–23 | –     |
| 16-10    | Panasonic Panthers - Kalleh Mazandaran | 3 - 1 | 25-19 | 24-26 | 30-28 | 25-16 | -     |
| 17-10    | UPCN Vóley - Diatec Trente             | 3 - 2 | 22-25 | 25-23 | 25-22 | 16-25 | 15-13 |
| 18-10    | UPCN Vóley - Kalleh Mazandaran         | 3 - 0 | 26-24 | 25-22 | 25-23 | -     | -     |
| 18-10    | Diatec Trente - Panasonic Panthers     | 3 - 0 | 25-18 | 25-19 | 25-22 | -     | -     |

| Groupe B |                                              |       |       |       |       |       |       |
|          |                                              |       |       |       |       |       |       |
| 15-10    | Sada Cruzeiro Vôlei - La Romana              | 3 - 0 | 25–20 | 25–22 | 25–16 | -     | -     |
| 16-10    | Lokomotiv Novossibirsk - La Romana           | 3 - 0 | 25–20 | 25–23 | 25–17 | -     | -     |
| 16-10    | Sada Cruzeiro Vôlei - Club sfaxien           | 3 - 0 | 25–16 | 25–17 | 25–15 | -     | -     |
| 17-10    | Club sfaxien- La Romana                      | 3 - 2 | 23–25 | 22–25 | 25–23 | 25-14 | 15-11 |
| 17-10    | Sada Cruzeiro Vôlei - Lokomotiv Novossibirsk | 2 - 3 | 25–22 | 21–25 | 25–22 | 19-25 | 14-16 |
| 18-10    | Lokomotiv Novossibirsk - Club sfaxien        | 3 - 2 | 25–21 | 20–25 | 25–19 | 22-25 | 16-14 |

### Classements
| # | Équipe             | Pts | J | G | Gt | Pt | P | Sp | Sc | Ratio | Pp  | Pc  | Ratio |
| 1 | UPCN Vóley         | 8   | 3 | 2 | 1  | 0  | 0 | 9  | 3  | 3     | 274 | 262 | 1.046 |
| 2 | Diatec Trente      | 7   | 3 | 2 | 0  | 1  | 0 | 8  | 4  | 2     | 283 | 250 | 1.132 |
| 3 | Panasonic Panthers | 3   | 3 | 1 | 0  | 0  | 2 | 4  | 7  | 0.571 | 248 | 259 | 0.958 |
| 4 | Kalleh Mazandaran  | 0   | 3 | 0 | 0  | 0  | 3 | 2  | 9  | 0.222 | 246 | 280 | 0.879 |

| # | Équipe                 | Pts | J | G | Gt | Pt | P | Sp | Sc | Ratio | Pp  | Pc  | Ratio |
| 1 | Lokomotiv Novossibirsk | 7   | 3 | 1 | 2  | 0  | 0 | 9  | 4  | 2.25  | 293 | 268 | 1.093 |
| 2 | Sada Cruzeiro Vôlei    | 7   | 3 | 2 | 0  | 1  | 0 | 8  | 3  | 2.667 | 254 | 216 | 1.176 |
| 3 | Club sfaxien           | 3   | 3 | 0 | 1  | 1  | 1 | 5  | 8  | 0.625 | 262 | 281 | 0.932 |
| 4 | La Romana              | 1   | 3 | 0 | 0  | 1  | 2 | 2  | 9  | 0.222 | 216 | 260 | 0.831 |

## Phase finale
|  | Demi-finales                               | Demi-finales                               |                        |   | Finale                               | Finale                               |
|  | Demi-finales                               | Demi-finales                               |                        |   | Finale                               | Finale                               |
|  |                                            |                                            |                        |   |                                      |                                      |
|  | Betim, 19-10-2013, 25-27 25-21 26-24 25-23 | Betim, 19-10-2013, 25-27 25-21 26-24 25-23 |                        |   | Betim, 20-10-2013, 20-25 19-25 20-25 | Betim, 20-10-2013, 20-25 19-25 20-25 |
|  | Betim, 19-10-2013, 25-27 25-21 26-24 25-23 | Betim, 19-10-2013, 25-27 25-21 26-24 25-23 |                        |   | Betim, 20-10-2013, 20-25 19-25 20-25 | Betim, 20-10-2013, 20-25 19-25 20-25 |
|  | Lokomotiv Novossibirsk                     | 3                                          |                        |   | Betim, 20-10-2013, 20-25 19-25 20-25 | Betim, 20-10-2013, 20-25 19-25 20-25 |
|  | Lokomotiv Novossibirsk                     | 3                                          |                        |   | Betim, 20-10-2013, 20-25 19-25 20-25 | Betim, 20-10-2013, 20-25 19-25 20-25 |
|  | Diatec Trente                              | 1                                          |                        |   | Betim, 20-10-2013, 20-25 19-25 20-25 | Betim, 20-10-2013, 20-25 19-25 20-25 |
|  | Diatec Trente                              | 1                                          | Lokomotiv Novossibirsk | 0 |                                      |                                      |
|  | Betim, 19-10-2013, 22-25 18-25 20-25       |                                            | Lokomotiv Novossibirsk | 0 |                                      |                                      |
|  |                                            | Sada Cruzeiro Vôlei                        | 3                      |   |                                      |                                      |
|  | UPCN Vóley                                 | Sada Cruzeiro Vôlei                        | 3                      | 0 |                                      |                                      |
|  | UPCN Vóley                                 |                                            |                        | 0 |                                      |                                      |
|  | Sada Cruzeiro Vôlei                        | 3                                          |                        |   |                                      |                                      |
|  | Sada Cruzeiro Vôlei                        | 3                                          | Match pour la 3e place |   |                                      |                                      |
|  |                                            |                                            |                        |   |                                      |                                      |
|  | Betim, 20-10-2013, 25-22 22-25 25-21 25-19 |                                            |                        |   |                                      |                                      |
|  |                                            |                                            |                        |   |                                      |                                      |
|  | Diatec Trente                              | 3                                          |                        |   |                                      |                                      |
|  | Diatec Trente                              | 3                                          |                        |   |                                      |                                      |
|  | UPCN Vóley                                 | 1                                          |                        |   |                                      |                                      |
|  | UPCN Vóley                                 | 1                                          |                        |   |                                      |                                      |

## Récompenses
- MVP : Wallace De Souza  (Sada Cruzeiro Vôlei)
- Meilleur attaquant : Wallace De Souza  (Sada Cruzeiro Vôlei)
- Meilleurs centraux : Emanuele Birarelli  (Diatec Trente) et Matteo Burgsthaler  (Diatec Trente)
- Meilleur passeur : William Arjona  (Sada Cruzeiro Vôlei)
- Meilleurs réceptionneurs/attaquants : Lukáš Diviš  (Lokomotiv Novossibirsk) et Joandry Leal  (Sada Cruzeiro Vôlei)
- Meilleur libéro : Sérgio Nogueira  (Sada Cruzeiro Vôlei)

## Classement final
| Rang | Club                   | Nation                 | Confédération | Prime |
| ---- | ---------------------- | ---------------------- | ------------- | ----- |
| 1    | Sada Cruzeiro Vôlei    | Brésil                 | CSV           |       |
| 2    | Lokomotiv Novossibirsk | Russie                 | CEV           |       |
| 3    | Diatec Trente          | Italie                 | CEV           |       |
| 4    | UPCN Vóley             | Argentine              | CSV           |       |
| 5    | Club sfaxien           | Tunisie                | CAVB          |       |
| 5    | Panasonic Panthers     | Japon                  | AVC           |       |
| 7    | La Romana              | République dominicaine | NORCECA       |       |
| 7    | Kalleh Mazandaran      | Iran                   | AVC           |       |